# ترانه کوچک من
ترانه کوچک من فیلمی به کارگردانی مسعود کرامتی و نویسندگی سعید شاهسواری محصول سال ۱۳۸۸ است.

## خلاصه داستان
سیاوش نوجوان سیزده ساله‌ای است که با دیدن خوابی وارد یک ماجرا می‌شود. همان خواب را پدربزرگ او هم دیده است. پدربزرگ به زادگاهش می‌رود و سیاوش هم به دنبال او راهی روستا می‌شود. سیاوش در روستا متوجه می‌شود که پدربزرگ برای خداحافظی با اهالی روستا و موطن خود به آن روستا بازگشته است.

## بازیگران
- مسعود کرامتی
- محمود جعفری
- بهناز جعفری
- تبسم هاشمی حائری